# Concert per a piano (Schumann)
El Concert per a piano en la menor, op. 54, és un concert de Robert Schumann, acabat el 1845. L'obra es va estrenar a Leipzig l'1 de gener de 1846 amb Clara Schumann tocant la part solista i Ferdinand Hiller, dedicatari de l'obra, dirigint l'orquestra.

## Origen i context
El Concert per a piano és, dels tres concerts escrits per ell -per piano, violí i violoncel-, el primer d'ells i és considerat com una de les columnes bàsiques del repertori per a piano i orquestra. Schumann havia compost el 1841 una fantasia per a aquesta combinació, però no estant satisfet amb ella la va deixar reposar durant un temps. El 1845 la va revisar acuradament i va afegir a l'inicial dos altres moviments, de manera que va formar el seu Concert per a piano. El resultat va ser una obra singular, allunyada del model de concert establert per Mozart i consolidat per Beethoven, que el mateix Schumann va qualificar d'«alguna cosa entre concert, simfonia i gran sonata».